# Nicolás Bruzone
Nicolás Bruzone, a veces denominado Nicolás Bruzzone, es una localidad situada en el Departamento General Roca, provincia de Córdoba, Argentina.
Se encuentra situada sobre la ruta provincial N.º 27, a aproximadamente 310 km de la Ciudad de Córdoba.
La principal actividad económica es la agricultura seguida por la ganadería, siendo el principal cultivo la soja. 
El clima en la zona es templado con estación seca, registrándose unas precipitaciones anuales de 700 mm aproximadamente.
Existen en la localidad una escuela primaria, un dispensario, un puesto policial y un edificio comunal.
La localidad es atravesada por el ferrocarril de cargas General San Martín.

## Club Atlético Nicolás Bruzone
El club fue fundado el 20 de julio de 1983 en la Comuna de Nicolás Bruzone y sus colores característicos son el Verde y el Amarillo.
Hacia finales de esa década corrió riesgo de desaparecer.
Si bien se registra su ingreso al certamen femenino de la Liga Roca en el año 2022 es necesario decir que durante el año 2012 disputó el Torneo de Divisiones Inferiores con jugadores del Cultural Mattaldi quien por diversos motivos estuvo ausente de varios certámenes ligueros.
En 2022 el elenco femenino logró arribar a la final donde fue derrotado por Municipalidad de Huinca Renancó.
En el año 2023 disputó su primer certamen en la rama masculina bajo la conducción deportiva Claudio Vargas y un fuerte apoyo del gobierno local, encabezado por Carlos Irusta, quien realizó una fuerte inversión en la construcción del reducto donde disputará sus cotejos.
Desde entonces tendrá dos años para adecuar su trabajo en divisiones formativas por exigencia de la Liga.
Marcó su primer gol en la historia del torneo por cortesía de Jesús Sánchez en la derrota de visitante por 2-1 ante el 25 de Mayo de Italó en el marco de la fecha 4 del Campeonato Apertura 2023 el 19 de Marzo. Mientras que su primera victoria fue en la fecha 13 (última de la fase regular) por 1-0 ante Independiente de Ranqueles de Huinca Renancó ya sin chances varios encuentros atrás de clasificar a la siguiente ronda.

## Población
Cuenta con 368 habitantes (Indec, 2022)
, lo que representa un incremento del 43% frente a los 208 habitantes (Indec, 2010) del censo anterior.

## La Fiesta del Centenario
El 11 de marzo de 2007 el pueblo se congregó para celebrar cien años de vida, historia y trabajo.
Cientos de personas  entre ellos, antiguos pobladores se congregaron para esta conmemoración, participando en diversas actividades: Misa, exposición de fotos y cuadros, teatro, shows bailables, inauguraciones, folclore y peña.
En el predio del ferrocarril se descubrió un monolito con el nombre de los ferroviarios, se hizo una gran bandera y se descubrió el busto del fundador  con la presencia de sus descendientes.
Autoridades y  público se desplazaron hasta frente la de la comuna donde estaba el palco para continuar con los actos; allí se leyeron decretos, resoluciones, y mensajes de adhesión con la música de la Banda Militar Capitán Tocagni, acompañada por los batallones de General Pico y Holmberg: se hizo una reseña histórica del pueblo y el Padre Pedro Quaranta hizo una bendición.

## Galería de fotos

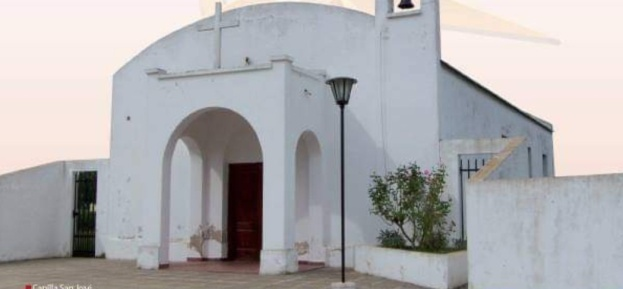
Iglesia
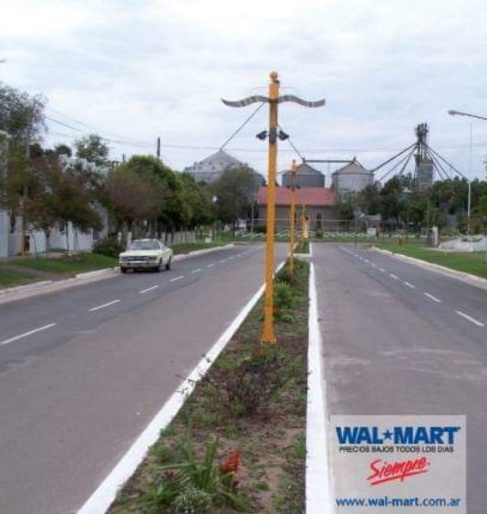
Avenida
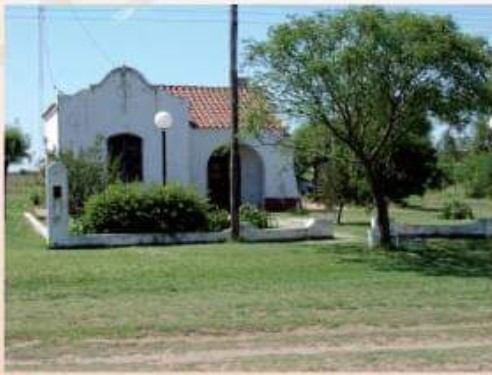
Destacamento Policial
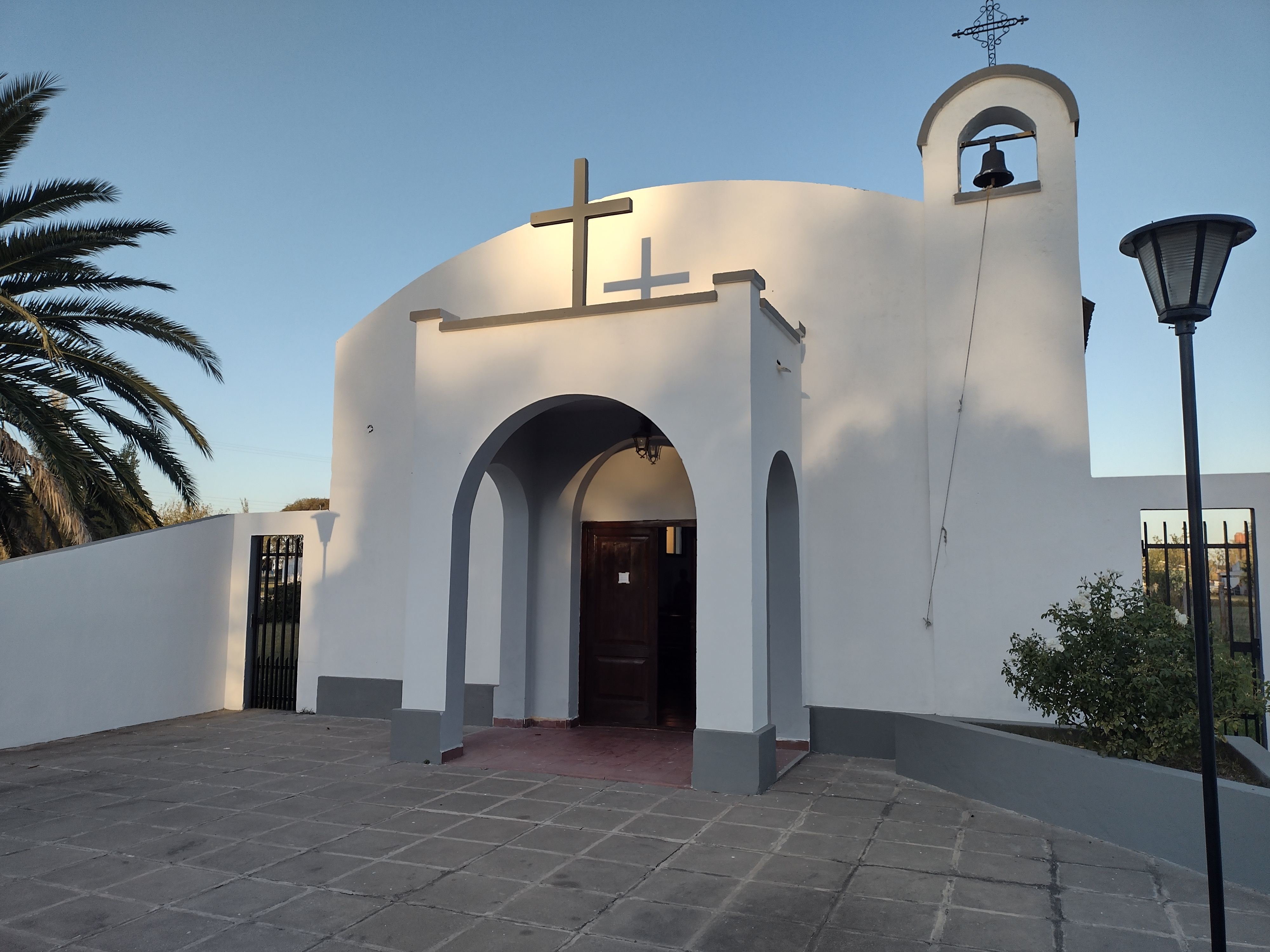